# Крымская советская армия (РККА)
Крымская советская армия — объединение РККА, сформированное во время Гражданской войны. Крымская армия создана 5 мая 1919 года решением Временного рабоче-крестьянского правительства Крымской советской социалистической республики. Входила в состав Украинского фронта (5 мая — 4 июня 1919), 14-й армии (4 июня — 21 июля 1919). 21 июля 1919 армия была расформирована, а её части вошли в состав Крымской стрелковой дивизии (с 27 июля — 58-я стрелковая дивизия).

## Состав
Крымская советская армия была создана из частей 3-й Украинской (бывшей 1-й Заднепровской Украинской советской дивизии) советской дивизии и местных формирований, сведённых в две штатные дивизии — 1-ю Крымскую и 2-ю стрелковые дивизии. Фактически была сформирована лишь одна дивизия, к июню в Крымской армии насчитывалось 8650 штыков, 1010 сабель, 48 пулемётов и 25 орудий. 15 мая 1919 был создан РВС Крымской республики, преобразованный 5 июля в РВС Крымской армии.

## Боевые действия
Войска Крымской советской армии вели борьбу против Вооружённых сил на Юге России в Крыму, в районе Пологи — Бердянск — Мелитополь Таврической губернии. Белогвардейцам удалось удержать за собой Керченский полуостров, создав фронт на Ак-Монайском перешейке. В мае-июне Крымская армия участвовала в ликвидации григорьевского восстания. В середине июня под напором ВСЮР войска РККА оставили Крым.

## Подчинение
| Дата                  | Фронт            | Армия      | Корпус | Примечания                                                      |
| 5 мая - 4 июня 1919   | Украинский фронт |            |        |                                                                 |
| 4 июня - 21 июля 1919 | Южный фронт      | 14-я армия |        | Крымская советская армия находилась в подчинении РВС 14-й армии |
| --------------------- | ---------------- | ---------- | ------ | --------------------------------------------------------------- |

## Командный состав
Командующий:
- П. Е. Дыбенко

Члены РВС:
- Я. Я. Пече (5 июня — 21 июля 1919),
- В. Н. Толмачёв (5 июня — 21 июля 1919).

Начальник штаба:
- С. И. Петриковский (Петренко)

Начальник политического отдела:
- А. М. Коллонтай  (05.05- ...1919).[4]